# We Don’t Have to Take Our Clothes Off
We Don’t Have to Take Our Clothes Off ist ein Lied von Jermaine Stewart aus dem Jahr 1986, das von Narada Michael Walden und Preston Glass geschrieben wurde. Es erschien auf dem Album Frantic Romantic.

## Geschichte
Im Jahr 1985 nahm Jermaine Stewart das Lied We Don’t Have to Take Our Clothes Off auf und veröffentlichte die Single am 27. Mai 1986. Der Songtext spiegelte einen Trend wider, aufgrund der AIDS-Epidemie mehr Zurückhaltung beim Sex walten zu lassen. Im Interview mit Donnie Simpson im Jahr 1988 sprach Stewart über die inhaltliche Botschaft des Liedes: „Ich denke, dass das Lied damals vielen Menschen die Augen geöffnet hat. Wir wollten nicht nur über Kleidung singen, sondern das erweitern. Wir wollten im Song zum Thema machen, dass man sich nicht den Zwängen der Gesellschaft unterwerfen muss. Man muss nicht besoffen Auto fahren, man muss keine Drogen nehmen und das Mädchen muss nicht früh schwanger werden. Mit der Kleidung ging es darum, symbolisch die Aufmerksamkeit aller Menschen zu kriegen, was gelungen ist und ich bin froh, dass es positiv aufgefasst wurde.“ We Don’t Have to Take Our Clothes Off entspricht den Musikrichtungen Dance-Pop und Funk.
In der Episode Mein Verzicht von Scrubs – Die Anfänger und im Film Zack and Miri Make a Porno konnte man den Song hören. 2011 wurde das Lied in einem Werbespot von Cadbury plc verwendet, weshalb er in Großbritannien wiederveröffentlicht wurde und die Top-30 der britischen Charts erreichte.

## Musikvideo
Das Musikvideo entstand unter der Regie von David Fincher. Liz Stewart, Miss July 1984 tritt im Video auf. Im Clip bietet Jermaine Stewart das Lied mit Studiomusikern dar, dabei werden viele unterschiedliche Kameraperspektiven angewendet. Nach der Machart warb Stewart auch in Shows wie Soul Train und American Bandstand für seine Single.

## Kommerzieller Erfolg

### Chartplatzierungen
| ChartsChartplatzierungen       | Höchstplatzierung | Wochen |
| ------------------------------ | ----------------- | ------ |
| Vereinigte Staaten (Billboard) | 5 (22 Wo.)        | 22     |
| Vereinigtes Königreich (OCC)   | 2 (23 Wo.)        | 23     |

| ChartsJahrescharts (1986)      | Platzierung |
| ------------------------------ | ----------- |
| Vereinigte Staaten (Billboard) | 60          |

### Auszeichnungen für Musikverkäufe
| Land/Region                  | Auszeichnungen für Musikverkäufe (Land/Region, Auszeichnung, Verkäufe) | Verkäufe |
| ---------------------------- | ---------------------------------------------------------------------- | -------- |
| Kanada (MC)                  | Gold                                                                   | 50.000   |
| Vereinigtes Königreich (BPI) | Gold                                                                   | 400.000  |
| Insgesamt                    | 2× Gold ·                                                              | 450.000  |

## Coverversionen
- 1987: Stars on 45
- 1990: Ed Starink
- 2004: Mase (Keep It on)
- 2005: Terry Johnson (Good Time)
- 2007: Gym Class Heroes (Clothes Off)
- 2007: Lil’ Chris
- 2015: Ella Eyre
- 2016: Calum Scott